# Evita (musikalbum)
Evita, utgivet av den amerikanska popartisten Madonna, är soundtracket till filmen Evita från 1996. Albumet släpptes den 12 november 1996 på Warner Bros. Records. På albumet finns även låtar av Antonio Banderas, Jonathan Pryce och Jimmy Nail, men betraktas som ett Madonna-album i och med att merparten av låtarna är framförda av henne. Tre av Madonnas låtar släpptes som singlar: "You Must Love Me", "Don't Cry for Me Argentina" och "Another Suitcase in Another Hall".

## Låtlista

### The Complete Motion Picture Music Soundtrack
Dubbelalbumet innehåller hela soundtracket till filmen.
CD 1
All sångtext är skriven av Tim Rice, alla låtar är komponerade av Andrew Lloyd Webber.
| Nr  | Titel                                     | Artist(er)                                   | Längd |
| --- | ----------------------------------------- | -------------------------------------------- | ----- |
| 1.  | A Cinema in Buenos Aires, 26 July 1952    | John Mauceri                                 | 1:20  |
| 2.  | Requiem for Evita                         | John Mauceri                                 | 4:16  |
| 3.  | Oh What a Circus                          | Madonna, Antonio Banderas                    | 5:44  |
| 4.  | On This Night of a Thousand Stars         | Jimmy Nail                                   | 2:24  |
| 5.  | Eva and Magaldi / Eva Beware of the City  | Madonna, Jimmy Nail, Antonio Banderas        | 5:20  |
| 6.  | Buenos Aires                              | Madonna                                      | 4:09  |
| 7.  | Another Suitcase in Another Hall          | Madonna                                      | 3:33  |
| 8.  | Goodnight and Thank You                   | Madonna, Antonio Banderas                    | 4:18  |
| 9.  | The Lady's Got Potential                  | Antonio Banderas                             | 4:24  |
| 10. | Charity Concert / The Art of the Possible | Jimmy Nail, Jonathan Pryce, Antonio Banderas | 2:33  |
| 11. | I'd Be Surprisingly Good for You          | Madonna, Jonathan Pryce                      | 4:18  |
| 12. | Hello and Goodbye                         | Madonna, Andrea Corr, Jonathan Pryce         | 1:46  |
| 13. | Peron's Latest Flame                      | Madonna, Antonio Banderas                    | 5:17  |
| 14. | Dice Are Rolling / A New Argentina        | Madonna, Jonathan Pryce                      | 8:13  |

CD 2
All sångtext är skriven av Tim Rice, alla låtar är komponerade av Andrew Lloyd Webber.
| Nr  | Titel                                                     | Artist(er)                                       | Längd |
| --- | --------------------------------------------------------- | ------------------------------------------------ | ----- |
| 1.  | On the Balcony of the Casa Rosada (Part 1)                | Jonathan Pryce                                   | 1:28  |
| 2.  | Don't Cry for Me Argentina                                | Madonna                                          | 5:31  |
| 3.  | On the Balcony of the Casa Rosada (Part 2)                | Madonna                                          | 2:00  |
| 4.  | High Flying, Adored                                       | Madonna, Antonio Banderas                        | 3:32  |
| 5.  | Rainbow High                                              | Madonna                                          | 2:26  |
| 6.  | Rainbow Tour                                              | Antonio Banderas, Gary Brooker, Peter Polycarpou | 4:50  |
| 7.  | The Actress Hasn't Learned the Lines (You'd Like to Hear) | Madonna, Antonio Banderas                        | 2:31  |
| 8.  | And the Money Kept Rolling In (and Out)                   | Antonio Banderas                                 | 3:53  |
| 9.  | Partido Feminista                                         | Madonna                                          | 1:40  |
| 10. | She Is a Diamond                                          | Jonathan Pryce                                   | 1:39  |
| 11. | Santa Evita                                               | John Mauceri                                     | 2:30  |
| 12. | Waltz for Eva and Che                                     | Madonna, Antonio Banderas                        | 4:31  |
| 13. | Your Little Body's Slowly Breaking Down                   | Madonna, Jonathan Pryce                          | 1:24  |
| 14. | You Must Love Me                                          | Madonna                                          | 2:50  |
| 15. | Eva's Final Broadcast                                     | Madonna                                          | 3:05  |
| 16. | Latin Chant                                               | John Mauceri                                     | 2:11  |
| 17. | Lament                                                    | Madonna, Antonio Banderas                        | 5:17  |

Fotnot
- "Dice are Rolling" kommer direkt innan "A New Argentina" på dubbelalbumet, därav den längre speltiden. Detta nämns inte i albumhäftet.

### Music from the Motion Picture
Enkelutgåvan innehåller höjdpunkterna från soundtracket.
All sångtext är skriven av Tim Rice, alla låtar är komponerade av Andrew Lloyd Webber.
| 1.  | Requiem for Evita                        | John Mauceri                          | 4:17 |
| 2.  | Oh What a Circus                         | Madonna, Antonio Banderas             | 5:44 |
| 3.  | On This Night of a Thousand Stars        | Jimmy Nail                            | 2:23 |
| 4.  | Eva and Magaldi / Eva Beware of the City | Madonna, Jimmy Nail, Antonio Banderas | 5:20 |
| 5.  | Buenos Aires                             | Madonna                               | 4:08 |
| 6.  | Another Suitcase in Another Hall         | Madonna                               | 3:32 |
| 7.  | Goodnight and Thank You                  | Madonna, Antonio Banderas             | 4:17 |
| 8.  | I'd Be Surprisingly Good for You         | Madonna, Jonathan Pryce               | 4:17 |
| 9.  | Peron's Latest Flame                     | Madonna, Antonio Banderas             | 5:17 |
| 10. | A New Argentina                          | Madonna                               | 4:16 |
| 11. | Don't Cry for Me Argentina               | Madonna                               | 5:34 |
| 12. | High Flying, Adored                      | Madonna, Antonio Banderas             | 3:31 |
| 13. | Rainbow High                             | Madonna                               | 2:27 |
| 14. | And the Money Kept Rolling In (and Out)  | Antonio Banderas                      | 3:47 |
| 15. | She Is a Diamond                         | Jonathan Pryce                        | 1:39 |
| 16. | Waltz for Eva and Che                    | Madonna, Antonio Banderas             | 4:12 |
| 17. | You Must Love Me                         | Madonna                               | 2:50 |
| 18. | Eva's Final Broadcast / Latin Chant      | Madonna, John Mauceri                 | 5:15 |
| 19. | Lament                                   | Madonna, Antonio Banderas             | 4:10 |

Fotnot
- "Latin Chant" finns faktiskt med på enkelutgåvan, direkt efter "Eva's Final Broadcast", därav den längre speltiden. Detta nämns inte i albumhäftet.

### Fotnoter
1. ↑  "Evita [Motion Picture Music Soundtrack]". Allmusic. Läst 8 september 2013.